# Ялтаранг
Ялтаранг е музикален перкусионен инструмент от групата на идиофонните. Това е един от индийските национални инструменти.
Представлява комплект от порцеланови купички, напълнени с различно количество вода, което дава възможност те да звучат с различна височина. Всяка от тези купички издава определен тон.
Всяка купичка е поставена върху сламена поставка, а целият комплект от купички е разположен така, че да заобикаля от всички страни изпълнителя, който е седнал на земята по турски. Свири се, като се удря с тънки пръчици по ръба на купичките.